# 横内丙午
横内 丙午（よこうち へいご）は、日本の音楽家。東京都出身。
ハリウッドでもリメイクされた日本アカデミー賞最優秀賞受賞映画『Shall We ダンス?』の制作に参加。作編曲、シンセサイザーオペレート、ピアノ演奏を務めたことから、その後映画音楽やオペラ、ミュージカルやCM等のスコアの依頼が増え、数多くの作品を手がけるようになる。
横内の音楽家としての活動で、精神的な拠り所ともなる自身のバンド・ユニットは現在迄に2つ誕生している。
一つはアース・ウィンド・アンド・ファイアーのモーリス・ホワイトがスーパーバイザーのユニット『GODAI』。画家であり、映画監督の新月紫紺大との2人組。
もうひとつは、日本人初のディープフォレスト型アンビエント・グループ『ユークリッド・ライム』（プラネット・ジョイ・レコード）。こちらはMISIAや松田聖子等のセッションで活躍するギターリストの百石元との2人組である。2004年からはスイス人女性シンガーのSILVIAをゲストに迎えて活動を行う。

## 略歴
1995年、インド・デカン高原にて世界の21ヶ国の代表が集まって行われた音楽の祭典（スーパーバイザー・湯川れい子）で、オープニング・アクト、並びに総合音楽監督を務めた時である。この出来事がきっかけで以降の活動は日本から離れてグローバルに展開して行く。インドの舞台用スコアの仕事はその後ほぼ毎年続いているが、それ以外に、京胡演奏家、呉汝峻の中国録音では、北京京劇院の弦楽オーケストラのタクトを振る。
国際交流基金主催のツアー『風と大地のコンサート』ではレギュラーで、歌手中里豊子のバンドメンバーとして、初年度にはモンゴルの英雄的歌手テンゲルと、北はモンゴルから南は四川省迄の中国縦断ツアーを行い、この模様は中国中央電視台で生中継をされる迄に大成功を収めた。また一昨年には、北京におけるモンゴル族のナーダム祭に同バンドで外国人では初めての出演の快挙を成す。又、日中合作オペラの徐福来朝（東京オペラ協会）のスコアも手掛ける。
1995年〜2000年迄は全日空の機内リラクゼーションチャンネル用の音源提供（50曲程度）。
2000年〜2001年には、日本航空機内誘眠チャンネルにて、アンビエント&ヒーリング系の楽曲を提供する。その後、現在迄の活動の多くは、アンビエント&ヒーリング系に属するCD原盤制作となっている。
2002年10月にGODAI発表記念ライブを行う。元ザ・スパイダースの井上堯之、元鼓童の和太鼓奏者ヒダノ修一、ハーモニカの八木のぶおがゲスト参加。この時点で一応区切りとした。現在迄にアルバム2枚、ミニアルバム1枚、ライブ盤1枚をリリース。
2004年初頭から半年は『ユークリッド・ライム』の活動、全米ビルボードNO1を獲得した日本人女性アーティスト、『松井慶子』のニュー・アルバムを全編アレンジ、アメリカ・インディアンの1部族（恐らくナバホ族）でシャーマンの資格を得た、という希有の日本人フルート奏者、『船木卓也』の、インディアンフルートと現地のチャンター（呪術師）によるアンビエント・ヒーリングアルバムの全編アレンジ、また初夏にはイギリスのウェールズ地方にて、地元出身のミュージシャンと共にヨーロッパ市場に向けて日本の童謡や民謡をアンビエント・ヒーリングミュージックに仕立てたアルバムをプロデュース＆全編アレンジ予定（プラネット・ジョイ・レコード）。その他、箱根のおもちゃ博物館内のおもちゃの音を題材に取り入れた、クラシック仕立ての実験的なアルバムも制作構想中である。
2006年彼が音楽を担当した映画『ありがとう』が、フランスのビアリッツで行われた国際映画フェスティバルに、ノミネートされた。
2007年からは、スタジオジブリの映画音楽の歌手を一同に集めたコンサートツアーの音楽監督兼シンセストを務める。
2008年冬よりGODAI IIIの制作中。

## 劇伴・映画参加作品
- Shall We ダンス?（1996年日本アカデミー賞受賞映画）
- 恋と花火と観覧車（1997年映画）
- 奇跡の人（読売テレビ制作・日本テレビ系列）
- ライオン先生（2003年 讀賣テレビ放送 TVドラマ）（忌野清志郎バンド キーボーディストとして出演）
- ヤマハ・ピアノ＝ピアノの心
- 太平洋に浮かぶ島、小笠原（東京都熱帯植物園館内映画）
- 神々の棲む島、西表（東京都熱帯植物園館内映画）
- 大阪ガス（PR映画）
- 野村不動産（PR映画）
- ユザワヤ（PR映画）
- センコー（PR映画）
- ルーペ　カメラマン瀬川順一の眼（1996年映画）
- 見えない学校（1998年映画）
- えんとこ（1999年映画）
- ドキュメンタリーごっこ（2000年映画）
- みなみ風（2002年映画）
- 髹漆（2002年映画）
- ピグレット（2002年映画）
- 花はんめ（2004年映画）
- ぼくらの島を忘れない（2005年映画）
- ありがとう（2006年映画）
- 花の夢（2007年映画）
- カクトウ便 第3便 そして、世界の終わり（2007年映画）
- 大きな家（2009年映画）
- 白い花はなぜ白い（2009年映画）
- 空とコムローイ（2009年映画）
- 風のかたち（2009年文化庁優秀映画賞受賞映画）
- 大丈夫（2011年キネマ旬報文化映画第1位映画）
- 傍-かたわら 3月11日からの旅-（2012年キネマ旬報文化映画第6位映画）

他多数。

## CM参加作品
- No Reasonコカ・コーラ（2002年クリスマス編 作曲）
- サンゲツ（作曲）
- 北陸銀行（作曲）
- 京セラPHS（1996年作曲）
- エイデン（ビ・バップ編 作曲）
- 三菱石油（雛形あきこさん版 作曲）
- トミーヒカリアン
- ケンタッキー・フライド・チキン
- 白子のり（伊東四朗さん版 2002年 作曲）
- 日本盛 米ぬか美人（2004年 作曲）
- 牛乳振興会
- P&G（1998年 作曲）
- 再春館製薬所 ドモホルンリンクル
- アサヒビール・スーパードライ
- キリン・ラガー（2006年 作曲）
- 府中市
- Panasonic
- Panasonic 3DOリアル館音楽（テーマパーク内BGM 作曲）
- 山梨県観光PR（2008年 Arr.）
- コッコアポS（作曲）
- セラクルミン（東てる美さん版 2011年 作曲）
- サントリーグルコサミン（2011年 中尾ミエさん版 聖者が街にやって来る Arr.）
- 財務省個人向け国債（2003年 小雪さん版 作曲）
- 天狗ハム（2012年御中元、御歳暮編 作曲）
- 講談社 SL鉄道模型（2007年 Arr.）
- デアゴスティーニ
- 東京電力（2003年 作曲）
- プリントゴッコ（ウイリー沖山さんヨーデル編 作曲）
- ららぽーと（施設内BGM 作曲）
- 積水ハウス
- 富士通乾電池（2007年 作曲）
- ユニオンガーデン（2006年 作曲）
- マルコメ味噌（八代亜紀さんJAZZスキャット版 2002年 Arr.）
- みすゞ学苑（怒涛の合格編 作曲）
- キレイキレイ
- ファンケル 胚芽米（原辰徳さん版 作曲）
- アースノーマット電池式（2003年 作曲）
- アースノーマット（民謡替え歌編 Arr.）
- アースレッド（2003年 作曲）
- ディーナ化粧品（作曲）
- AXA生命（萩本欽一さん版 2006年 作曲）
- エジソン生命（作曲）
- 千葉BAY FM 夏キャンペーン（ラジオCM 森田健作知事版 2012年 作曲）
- タツノコカプコン（2008年秋替え歌編 Arr.）
- コーウェイ（2007年 作曲）
- NEXCO東日本（2008年 雪編 Arr.）
- しいの 酒盗（2008年 Arr.）
- アニメ・ミンミン劇番（作曲）
- 釣り具のダイワ（2008年 作曲）
- パナホーム（家を作るなら、Arr.）
- アニメ・ガラスの仮面（2013年 作曲）
- ヤマザキ春のパンまつり（2012年 作曲）
- 集英社 ナツイチPR（作曲）
- 新日鉄堺製鉄所歌（2012年 Arr.）
- ホテルズ.COM（2013年 作曲）
- ほけんの窓口（プロゴルファー 三塚優子さん版 2013年 作曲）
- アニメ・銀の匙 大蝦夷農業高校歌（2013年作曲）
- ブリヂストンタイヤ（2006年 作曲）

他多数

## ラジオ番組音楽制作参加
すべてJFN系列
- サントリー・サウンド・マーケット
- アクア・ファンタジア
- テールズ・オブ・ア・テラー
- 音ぐるめ
- ウエイク・アップ・ニッポン
- FMナイト・ストリート

## CD
- 1st album AIR REMEMBER 〜GODAI〜（キクマ・プロモーション）
- 2nd album 月響 〜GODAI〜（キクマ・プロモーション）
- GODAI LIVE 〜GODAI〜（キクマ・プロモーション）
- ユークリッド・ライム 〜ユークリッド・ライム〜（プラネット・ジョイ・レコード）
- ウチュウノウサギ（プラネット・ジョイ・レコード）
- トライバル・ベートーベン 〜KAZU MATSUI PROJECT〜（プラネット・ジョイ・レコード）
- スプリング・セレクション 〜松居慶子〜（プラネット・ジョイ・レコード）
- サマー・セレクション 〜松居慶子〜（プラネット・ジョイ・レコード）
- ワイルド・フラワー 〜松居慶子〜（プラネット・ジョイ・レコード）
- ウォール・オブ・アケンドラ 〜松居慶子〜（プラネット・ジョイ・レコード）
- ノヴェッラ 〜マルシエロ〜（Rose Tree Studio）
- Thousand of Dreams 〜中里豊子〜（RIMA）
- グリーンスリーブス笛の楽園 〜太田光子〜（キングレコード）
- BOOGIE WOOGIE TRAIN 〜ジミー&ビビッツ〜（XTRA LARGE）
- Para Siempre Con Los Indios 〜ロス・インディオス&アリシア〜（ユニバーサルミュージック）
- Fragrance 〜VA〜（日本クラウン）
- ひとつらなりのいのち 〜水音〜（aqua records）
- Takaciho ーはじまりの物語 〜有川レイ〜（キングレコード）
- 仰げば尊し 〜勝田友彰〜（トウキョウ音楽企画）
- 時のBOO 〜オッズ〜（キングレコード）
- Round and Round 〜VA〜（Far East Peach）
- ANA全日空リラクゼーションタイム vol.1（全日本空輸）
- ANA全日空リラクゼーションタイム vol.2（全日本空輸）
- リゾナーレへようこそ vol.1 オリジナルピアノソロ集（VIVRE）
- リゾナーレへようこそ vol.2 映画音楽から（VIVRE）
- 学芸運動会用ダンスミュージック 〜青い鳥特急便（東芝EMI）
- 学芸運動会用ダンスミュージック 〜ポプラ（東芝EMI）
- デビュタント アイドル発掘プロジェクトvol.1 〜小林友美〜（東芝EMI）
- THE ROAD 〜KEIKO MATSUI 〜（エイベックス）（ ビルボードスムースジャズチャート全米第2位）
- TSUCHI NO NE 〜涌井晴美〜（アップフロントワークス）
- 浮き輪 〜アリシア〜（フリーボード）
- Fragle 〜VA〜（BEARMAN RECORDS）
- COMA 〜COMA〜 SYN オペレート（BEARMAN RECORDS）
- Misery (Orchestra Version) 〜SABER TIGER〜（クラウン徳間ミュージック）
- ありがとう 〜風弐楽章〜（HOKAHIPPO RECORDS）
- 白い花はなぜ白い？ 〜風弐楽章〜（HOKAHIPPO RECORDS）
- うらら 〜SAKAMI NIJYO〜（ダイキ）
- BABY BLUE 〜VIE VIE〜（吉本興業R&C）
- アニメ Shamanic Princess SYN オペレート（ビクターエンタテインメント）
- アニメ 魔法少女プリティーサミー SYN オペレート（パイオニアLDC）
- アニメ Battle Athletess 大運動会 SYN オペレート（パイオニアLDC）
- あなたと歩いていくために 〜MiKa〜 SYN オペレート（VAP）

等々その他多数